# Pseudocolaptes boissonneautii
Pseudocolaptes boissonneautii là một loài chim trong họ Furnariidae.